# اچ‌ام‌اس اربیتر (دی۳۱)
اچ‌ام‌اس اربیتر (دی۳۱) (به انگلیسی: HMS Arbiter (D31)) یک کشتی بود که طول آن ۴۹۲ فوت (۱۵۰ متر) بود. این کشتی در سال ۱۹۴۳ ساخته شد.